# Magie noire (film, 1992)
Pour les articles homonymes, voir Magie noire.
Pour plus de détails, voir Fiche technique et Distribution.
Magie noire, (titre original : La mansión de los Cthulhu) est un film d'épouvante britanno-espagnol réalisé par Juan Piquer Simón et sorti en 1992.

## Synopsis
Chandu, un ancien illusionniste qui travaille désormais dans un parc d'attractions, a acquis le Livre de Cthulhu, dont les secrets lui ont permis non seulement de maîtriser les techniques des tours de magie, mais aussi d'acquérir des compétences en matière de magie noire. Cependant, ces connaissances lui portent un jour malheur : lors de l'exécution de l'un des rituels décrits dans le livre, sa femme brûle dans les flammes. Aujourd'hui, bien des années plus tard, l'illusionniste travaille en binôme avec sa fille Lisa. Mais la vie prépare de nouveaux ennuis à Chandu : un groupe d'adolescents s'attaque à un trafiquant de drogue qui opère dans le parc d'attractions. La police bloque toutes les issues, mais les bandits prennent en otage Chandu et sa fille, puis partent ensemble en voiture.
Le groupe arrive à la maison de Chandu, appelée « Manoir de Cthulhu ». Là, par erreur, les bandits libèrent un démon emprisonné dans le sous-sol, qui commence à tuer tous les habitants de la maison.

## Fiche technique
- Titre français : Magie noire (titre VHS)[1]
- Titre original espagnol : La mansión de los Cthulhu[2]
- Titre anglais : Cthulhu Mansion ou Black Magic Mansion[3]
- Réalisation : Juan Piquer Simón
- Scénario : Juan Piquer Simón
- Photographie : Julio Bragado
- Montage : Paul Aviles
- Musique : Tim Souster
- Décors : Pablo Alonso
- Production : Juan Piquer Simón, José Gutiérrez Maesso
- Sociétés de production : Dister Group, Filmagic Pictures, Golden Pictures
- Format : Noir et blanc et couleurs - 1,66:1 - Son stéréo - 35 mm
- Pays de production :  Espagne -  Royaume-Uni
- Langue de tournage : espagnol, anglais britannique
- Genre : film d'épouvante
- Durée : 92 minutes
- Dates de sortie : 
  - Espagne : 1er janvier 1992

## Distribution
- Frank Finlay - Chandu
- Marcia Layton - Lisa / Lenore
- Luis Fernando Alvés - Chris
- Brad Fisher - Hawk
- Melanie Shatner - Eva
- Kaethe Cherney - Candy
- Paul Birchard - Billy
- Frank Braña - Felix